# Harry F. Byrd
Harry Flood Byrd, född 10 juni 1887 i Martinsburg, West Virginia, död 20 oktober 1966 i New York, var en amerikansk politiker (demokrat). Han var guvernör i delstaten Virginia 1926–1930. Han representerade Virginia i USA:s senat 1933–1965. Han var bror till flygpionjären Richard Byrd, systerson till politikern Henry D. Flood och ättling till några av Virginias första invånare samt även till indianhövdingadottern Pocahontas.
Byrd växte upp i Virginia och var sedan verksam som publicist i Winchester och inom jordbrukssektorn nära Berryville. Han var ledamot av Virginias senat 1915–1925. Han efterträdde 1926 Elbert Lee Trinkle som guvernör och efterträddes 1930 av John Garland Pollard.
Byrd efterträdde 1933 Claude A. Swanson som senator för Virginia. Byrd hade stött Franklin D. Roosevelt i presidentvalet 1932 efter att själv ha hoppat av ur valkampanjen men i senaten blev han motståndare till reformprogrammet New Deal. I utrikespolitiken stödde han Roosevelt ändå.
Byrd var en ledande förespråkare för rassegregering och erhöll i presidentvalet 1960, där både demokraternas John F. Kennedy och republikanernas Richard Nixon lovat krafttag mot segregeringen, ett antal elektorsröster från den djupa södern (som antogs rösta för Kennedy) och en från Oklahoma (som vanns av Nixon), till trots att Byrd inte ställde upp i presidentvalet. Under hans sista år stängdes flera skolor på grund av motstånd mot hans segregationspolitik, som kompromisslöst motsatte sig integrerat skolsystem i Virginia. Byrd var ordförande i senatens finansutskott 1955-1965 och förespråkade en stram finanspolitik. Han avgick 1965 som senator av hälsoskäl och efterträddes av sonen Harry F. Byrd Jr.